# Double You
Double You – włoska grupa eurodance, założona w 1985 roku. Najpopularniejszy utwór tego zespołu to singiel „Please Don't Go”, sprzedany w nakładzie trzech milionów egzemplarzy.

## Single
- 1992:  „Please Don't Go”,  „We All Need Love”,  „Who's Fooling Who”
- 1993:  „With or Without You”,  „Missing You”,  „Part-Time Lover”
- 1994:  „Heart of Glass”,  „Run to Me”
- 1995:  „Dancing with an Angel”
- 1996:  „Because I'm Loving You”,  „Send Away the Rain” (tylko Brazylia),  „If You Say Goodbye” (tylko Brazylia),  „Gimme All Your Love” (tylko Brazylia)
- 1997:  „Somebody”
- 1999:  „Do You Wanna Be Funky”,  „Ain't No Stopping Us Now”,  „Desperado”
- 2000:  „Music (Is the Answer)”
- 2001:  „Please Don't Go 2001”
- 2002:  „Eazy 2 Luv”,  „Dance Anymore”,  „Please Don't Go 2002”
- 2003:  „(Everything I Do) I Do It for You”
- 2005:  „You Are Everything”,  „Please Don't Go 2005”
- 2006:  „(Everything I Do) I Do It for You” (tylko Holandia)
- 2008:  „You, My Love” (tylko Brazylia)
- 2010:  „If I Could Fall”

## Albumy
- (1992)  We All Need Love
- (1994)  The Blue Album
- (1996)  Forever
- (1998)  Heaven
- (2011)  Life